# Гумбату
Гумбату (фр. Goumbatou) — небольшой город в Чаде, расположенный на территории региона Сила.

## Географическое положение
Город находится в юго-восточной части Чада, к северу от сезонно пересыхающей реки Бахр-Азум, на высоте 519 метров над уровнем моря.
Населённый пункт расположен на расстоянии приблизительно 752 километров к востоку от столицы страны Нджамены.

## Климат
Климат города характеризуется как полупустынный жаркий (BSh в классификации климатов Кёппена). Среднегодовая температура воздуха составляет 26,8 °C. Средняя температура самого холодного месяца (декабря) составляет 23,5°С, самого жаркого месяца (мая) — 30,6 °С. Расчётная многолетняя норма осадков — 617 мм. В течение года количество осадков распределено неравномерно, основная их масса выпадает в период с мая по октябрь. Наибольшее количество осадков выпадает в августе (194 мм).

## Транспорт
Ближайший аэропорт расположен в городе Дагеса.